# Triptolemma intextum
Triptolemma intextum är en svampdjursart som först beskrevs av Carter 1876.  Triptolemma intextum ingår i släktet Triptolemma och familjen Pachastrellidae.
Artens utbredningsområde är Portugal. Inga underarter finns listade i Catalogue of Life.